# Chives
Chives ist eine französische Gemeinde mit 309 Einwohnern (Stand: 1. Januar 2022) im Département Charente-Maritime in der Region Nouvelle-Aquitaine (vor 2016: Poitou-Charentes); sie gehört zum Arrondissement Saint-Jean-d’Angély und zum Kanton Matha. Die Einwohner werden Chivois und Chivoises genannt.

## Geographie
Chives liegt etwa 70 Kilometer ostsüdöstlich von La Rochelle in der Saintonge. Umgeben wird Chives von den Nachbargemeinden Couture-d’Argenson im Norden und Nordosten, Les Gours im Osten, Lupsault im Südosten, Barbezières im Südosten und Süden, Ranville-Breuillaud im Süden, Fontaine-Chalendray im Südwesten und Westen sowie Villiers-Couture im Nordwesten.

## Bevölkerungsentwicklung
| Jahr                       | 1962 | 1968 | 1975 | 1982 | 1990 | 1999 | 2006 | 2019 |
| Einwohner                  | 566  | 502  | 444  | 457  | 424  | 378  | 371  | 316  |
| Quellen: Cassini und INSEE |      |      |      |      |      |      |      |      |

## Sehenswürdigkeiten
- Menhir La Grande Borne
- Kirche Saint-Julien (siehe auch: Liste der Monuments historiques in Chives)

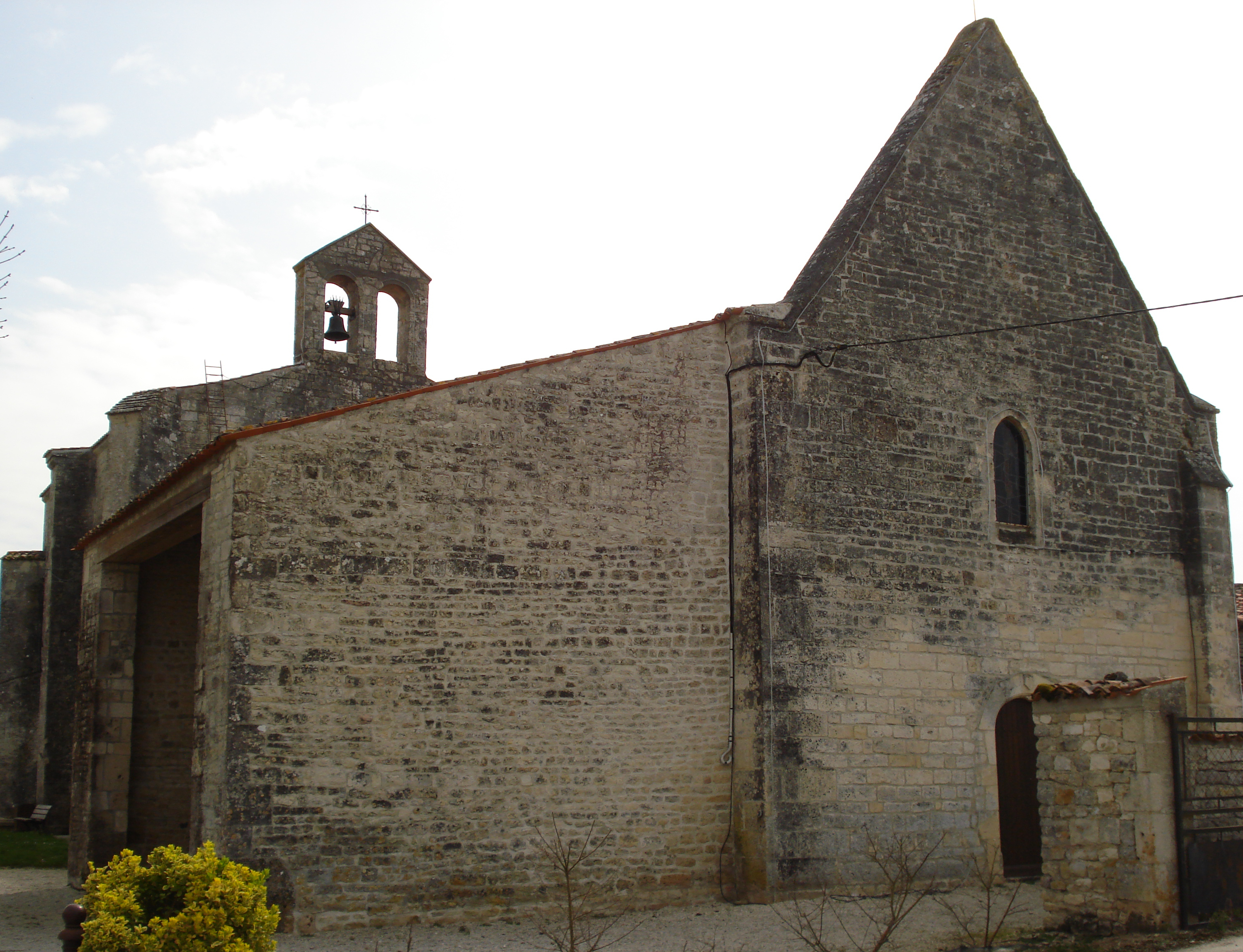
Kirche Saint-Julien
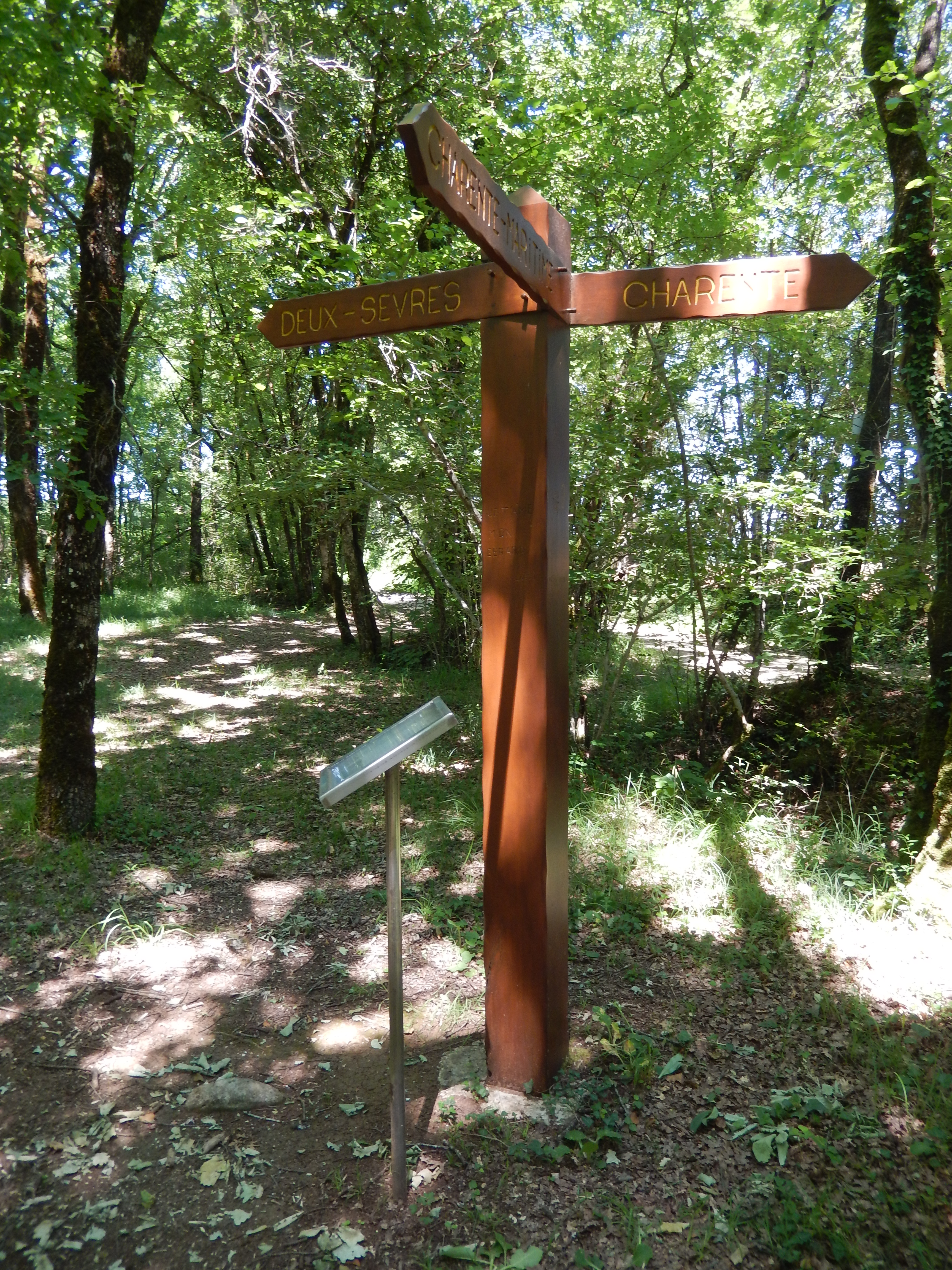
Markierung des Grenzpunktes der drei Départements Charente, Charente-Maritime und Deux-Sèvres